# أليكس ماكجولدريك
ألكسندر ج. «أليكس» ماك جولدريك مؤلف أسترالي وموظف حكومي سابق ودبلوماسي. وكان سفير استراليا في المملكة العربية السعودية 1988 حتي 1991، خلال حرب الخليج.

## الحياة والوظيفة
ولد ماك غولدريك في بالارات. تخرج من الجامعة الوطنية الأسترالية . 
في أواخر سبعينيات القرن الماضي، كان ماك جولدريك سكرتير المساعدة الأول في وزارة التجارة الخارجية .  في عام 1980 ، تم تعيين غولدريك في منصب كبير مفوضي التجارة في بروكسل.
بين عامي 1985 و 1988 كان جولدريك سفير أستراليا لدى منظمة التعاون الاقتصادي والتنمية في باريس. شغل منصب سفير في المملكة العربية السعودية في عام 1988. وشمل منصبه في الرياض حتى عام 1991 مدة حرب الخليج .   في عام 1989 شاركت جولدريك في المفاوضات المتعلقة بتجارة الصادرات الحية بعد أن رفضت المملكة العربية السعودية حمولة خمس شحنات من الأغنام الحية الأسترالية. 
نشر ماكغولدريك كتابه " مذكرات شبه الجزيرة العربية" عام 2010. يقدم الكتاب سردًا للوقت الذي قضاه في الشرق الأوسط أثناء حرب الخليج.  في عام 2011 ، تم الإشادة به من قبل الحكام لجوائز ACT Writers Center. 

## أعمال أدبية
- Two Families. 2002. ISBN:0958022607.  Two Families. 2002. ISBN:0958022607.  Two Families. 2002. ISBN:0958022607.
- A Memoir of Arabia. 2010. ISBN:9780958022613.  A Memoir of Arabia. 2010. ISBN:9780958022613.  A Memoir of Arabia. 2010. ISBN:9780958022613.